# 円墳

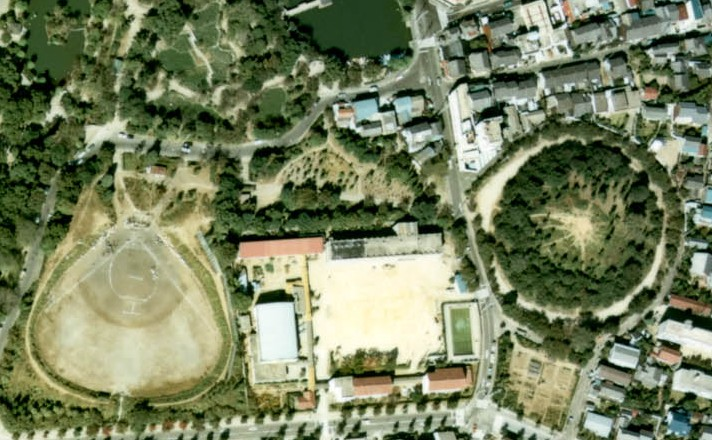
愛知県名古屋市の八幡山古墳は野球場のグラウンドほどの面積がある。

円墳（えんぷん）は、古墳の墳丘形式の一種であり、平面が円形の古墳をいう。

## 概要

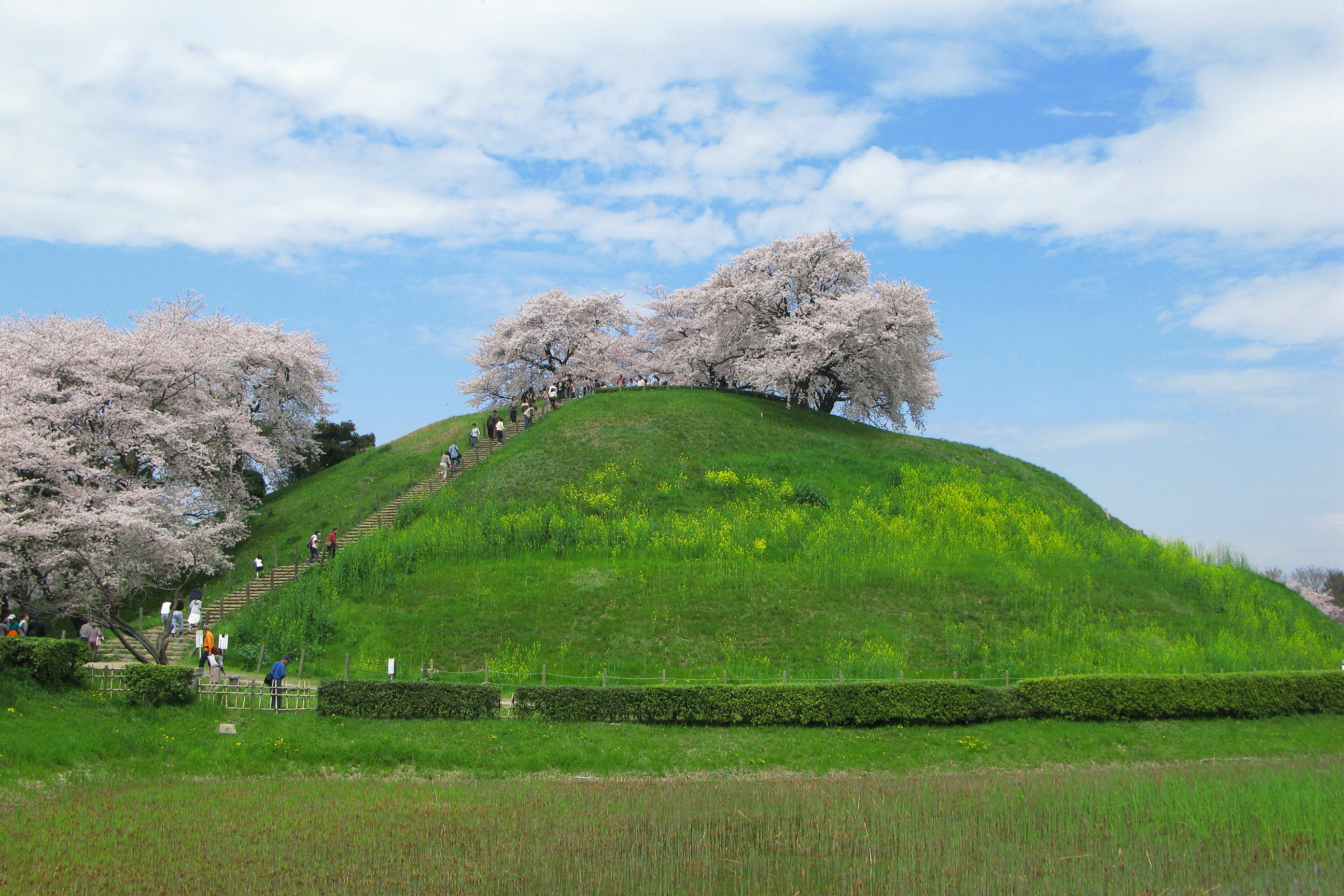
最大の円墳とされていた丸墓山古墳

古墳時代を通じてつくられ、直径数メートルから百メートル前後で、規模は中・小型のものが多い。
墳形が単純なので、時期による形態の変遷は明確でない。墳頂部に墓壙を掘る前・中期のものは墳頂部の平坦面が広いものが多く、後期には土饅頭系が増え、横穴式石室をもつ後期や終末期のものでは墳頂平坦面が狭く、墳高がやや高い傾向にある。
なお、円墳に造出を付けたものを帆立貝形古墳と呼ぶ。前方後円墳の前方部が小さいものと解されることもあるが、造出の規模の小さいものは円墳に分類することが多い。
最大の円墳は埼玉古墳群中にある丸墓山古墳（墳径105m）とされてきた。しかし奈良県奈良市にある円墳の富雄丸山古墳を市教育委員会が2017年（平成29年）に測量調査した結果、従来直径86ｍとされていたこの古墳が直径110ｍ前後に復元できることが判明した。そうなれば富雄丸山古墳が丸墓山古墳を抜いて最大の円墳となる。ちなみに前方後円墳最大の大山古墳の後円部径は250メートルであり、後円部径が100メートルを超える前方後円墳は約50基を数える。

## 各地の円墳
各地の代表的な円墳の名前・読み仮名・所在地・時期・規模・その他など

### 東北・北海道地方
1. 江釣子古墳群（えつりこ、岩手県北上市上江釣子・北鬼柳・和賀町長沼、4支群があり、直径10メートル前後、高さ1メートルほどの円墳が約120基ほど確認されている。古墳時代後期後半の群集墳[5]。末期古墳、国の史跡）
2. 高瀬山古墳（たかせやまこふん、山形県寒河江市、7世紀前後、周溝外周径34メートル、周溝内周径23メートル、高さ1.3メートル、山形県史跡）
3. 小塚古墳（宮城県名取市、直径54メートル、雷神山古墳の後円部の北に接する。国の史跡）
4. 甲塚古墳（かぶとづかこふん、福島県いわき市、直径37メートル、高さ約8.2メートル、国の史跡）

### 関東地方
1. 車塚古墳（くるまづかこふん、栃木県下都賀郡壬生町、終末期、直径約44.7メートル[6]、国の史跡）
2. 埼玉丸墓山古墳（さきたままるはかやまこふん、埼玉県行田市、埼玉古墳群、墳径105メートル、墳高18.9メートル[7]、日本最大とされてきたが第2位である可能性、国の史跡）
3. 甲山古墳（かぶとやまこふん、埼玉県熊谷市、墳径90メートル、墳高11.25メートル、埼玉県史跡）
4. 芝山古墳群（しばやまこふんぐん、千葉県山武郡横芝光町、群中に13基の円墳、国の史跡）
5. 車塚古墳（くるまづかこふん、茨城県東茨城郡大洗町、直径約95メートル、茨城県史跡）[8]

### 北陸地方
1. 城の山古墳（じょうのやまこふん、新潟県胎内市塩津、直径40メートル）
2. 水科古墳群（みずしなこふんぐん、新潟県上越市水科、群集墳、国の史跡）
3. 兜山古墳（かぶとやまこふん、福井県鯖江市、直径60メートル、国の史跡、福井県最大の円墳）
4. 春日山古墳（かすがやまこふん、福井県吉田郡永平寺町、直径約20メートル）

### 中部・東海地方
1. 兜塚古墳（かぶとづかこふん、静岡県磐田市見付、古墳時代中期、直径80メートル、県内最大）
2. 八幡山古墳（はちまんやまこふん、愛知県名古屋市昭和区山脇町、古墳時代中期（5世紀半ば）、直径約74メートル（現状約85メートル）、東海地方最大、1931年（昭和6年）国の史跡に指定）

### 近畿地方
1. 富雄丸山古墳（とみおまるやまこふん、奈良県奈良市丸山1丁目、4世紀後半[3]、直径86ｍとされてきたが直径110ｍ前後に復元すれば日本最大[3]）
2. 文殊院西古墳（もんじゅいんにしこふん、奈良県桜井市阿部金蔵645番中、古墳時代終末期の大型円墳、国の特別史跡）
3. 牧野古墳（ばくやこふん、奈良県北葛城郡広陵町馬見北八丁目四番、径55メートルの大円墳、被葬者に押坂彦人大兄を当てる説がある。国の史跡）

### 中国地方
1. スクモ塚古墳（すくもづかこふん、島根県益田市久城町字須久茂塚、大型の円墳として国の史跡に指定されたが、前方後円墳とも考えられている）
2. 上塩冶築山古墳（かみえんやつきやまこふん、島根県出雲市、今市・塩冶古墳群、6世紀末、国の史跡）
3. 上塩冶地蔵山古墳（かみえんやじぞうやまこふん、島根県出雲市、今市・塩冶古墳群、6世紀末、国の史跡）
4. 明神古墳（みょうじんこふん、島根県大田市、6世紀後半、10.8メートルの横穴式石室、副葬品に金メッキの飾りを付けた刀、島根県史跡）
5. 三明寺古墳（さんみょうじこふん、鳥取県倉吉市、後期、直径18メートル、山陰地方最大級の横穴式石室をもつ、国の史跡）
6. 岡田山2号墳（おかだやまにごうふん、島根県松江市大草町岡田、6世紀後半、2段築成で径44メートル。国の史跡）

### 四国地方
1. 段の塚穴 - （だんのつかあな）、徳島県美馬市、古墳時代後期の次の2基の古墳から成る。国の史跡
  - 太鼓塚 - 東西37メートル、南北33メートル、高さ10メートル
  - 棚塚 - 径20メートル、高さ7メートル

### 九州・沖縄地方
1. 千代丸古墳（ちよまるこふん）
2. 権現塚古墳（ごんげんづかこふん） - 福岡県久留米市、直径約50メートル、高さ9メートル、周濠が二重に巡る。円筒、人物・家形などの形象埴輪が採集されている。築造時期不明。国の史跡